# Колесников, Андрей Викторович (экономист)
Андрей Викторович Колесников (род. 26 января 1975 года) — российский учёный-экономист, член-корреспондент РАН (2022).
В 2003 году — защитил кандидатскую диссертацию, тема: «Повышение эффективности функционирования акционерных обществ АПК: На материалах Белгородской области».
В 2010 году — защитил докторскую диссертацию, тема: «Развитие крупнотоварного сельскохозяйственного производства России: вопросы теории, методологии и практики».
Проректор по научной работе Белгородского государственного аграрного университета имени В. Я. Горина, доцент.
Специалист в области крупнотоварного сельскохозяйственного производства.
Заместитель Главного редактора журнала «Инновации в АПК: проблемы и перспективы»; заместитель главного редактора журнала «Актуальные вопросы сельскохозяйственной биологии».
В 2022 году — избран членом-корреспондентом РАН от Отделения сельскохозяйственных наук.

## Награды
- диплом Президиума РАН (2002) — за лучшую научную разработку года